# José Asunción Silva
José Asunción Salustiano Facundo Silva Gómez (Bogotá, 27 de noviembre de 1865 - Bogotá, 23 de mayo de 1896) fue un escritor y poeta colombiano, considerado uno de los más importantes poetas que introduce los cánones modernos en la literatura colombiana.
Fue contemporáneo de otros escritores pertenecientes a las escuelas costumbristas y modernistas, con los cuales la crítica inicial lo asoció con ligereza. Entre sus obras se destacan El libro de versos, la novela De Sobremesa, el poemario Gotas amargas, los Cuentos negros y las Cartas. Es considerado uno de los grandes escritores colombianos del siglo XIX, junto con Guillermo Valencia.

## Biografía
José Asunción Silva Gómez nació en Bogotá el 27 de noviembre de 1865, en el seno de una familia de la aristocracia local.
Con la excepción de algunas breves temporadas de residencia en Europa, en París, Suiza y Londres, y un tiempo en Caracas, Venezuela, como secretario de la delegación diplomática colombiana, la vida de Silva transcurre en el ambiente poco estimulante de la Bogotá monástica y pacata de finales del siglo XIX. Su vida estuvo marcada por muchas frustraciones y fracasos en sus empeños comerciales, en los cuales tuvo que actuar para salvar los negocios de la familia.
La muerte de cuatro hermanos, entre ellos tres pequeños, y de su querida hermana Elvira; el naufragio de un barco en el que viajaba de regreso de Venezuela, y donde pierde una buena parte de su obra literaria; la incomprensión, envidia y hostilidad de una sociedad retrógrada que le obliga, por pudor y altivez, a casi esconder su vocación literaria,  obran sobre un espíritu sensible en alto grado.  
Su vida termina en un temprano suicidio -antes de cumplir los treinta y un años-, sin que su genio poético hubiese podido seguir desarrollando su obra.
Como secretario de la delegación de Colombia en Caracas, frecuenta los salones más distinguidos, piensa en  negocios con buenos dividendos y establece amistad con los  escritores y poetas de las revistas El Cojo Ilustrado y Cosmópolis.
Todo parecía ir bien hasta que  comienza un enfrentamiento con el ministro de la Legación, el general José del Carmen Villa, que prefiere tener otra persona a su lado, y tramita su retiro del cargo diplomático. 
El 28 de enero de 1895, el barco a vapor América, que lo trae desde Venezuela, naufraga frente a Barrancabermeja. Se hunden con él los manuscritos de su obra: el Libro de versos, los Cuentos negros y algunos poemas y prosas inéditas que pensaba publicar. Dos meses más tarde llega a Colombia. 
Ha fracasado en el primer intento diplomático y pone entonces su tesón y esperanzas en la instalación de una fábrica de baldosines, similar a las bellas baldosas que se traían importadas de España, y para lo cual consigue el concurso de varios socios capitalistas. Pero esta idea  -que podría haber resultado tan exitosa como lo probó después la empresa Corona-, por falta de dinero, finalmente resulta fallida.

### Suicidio

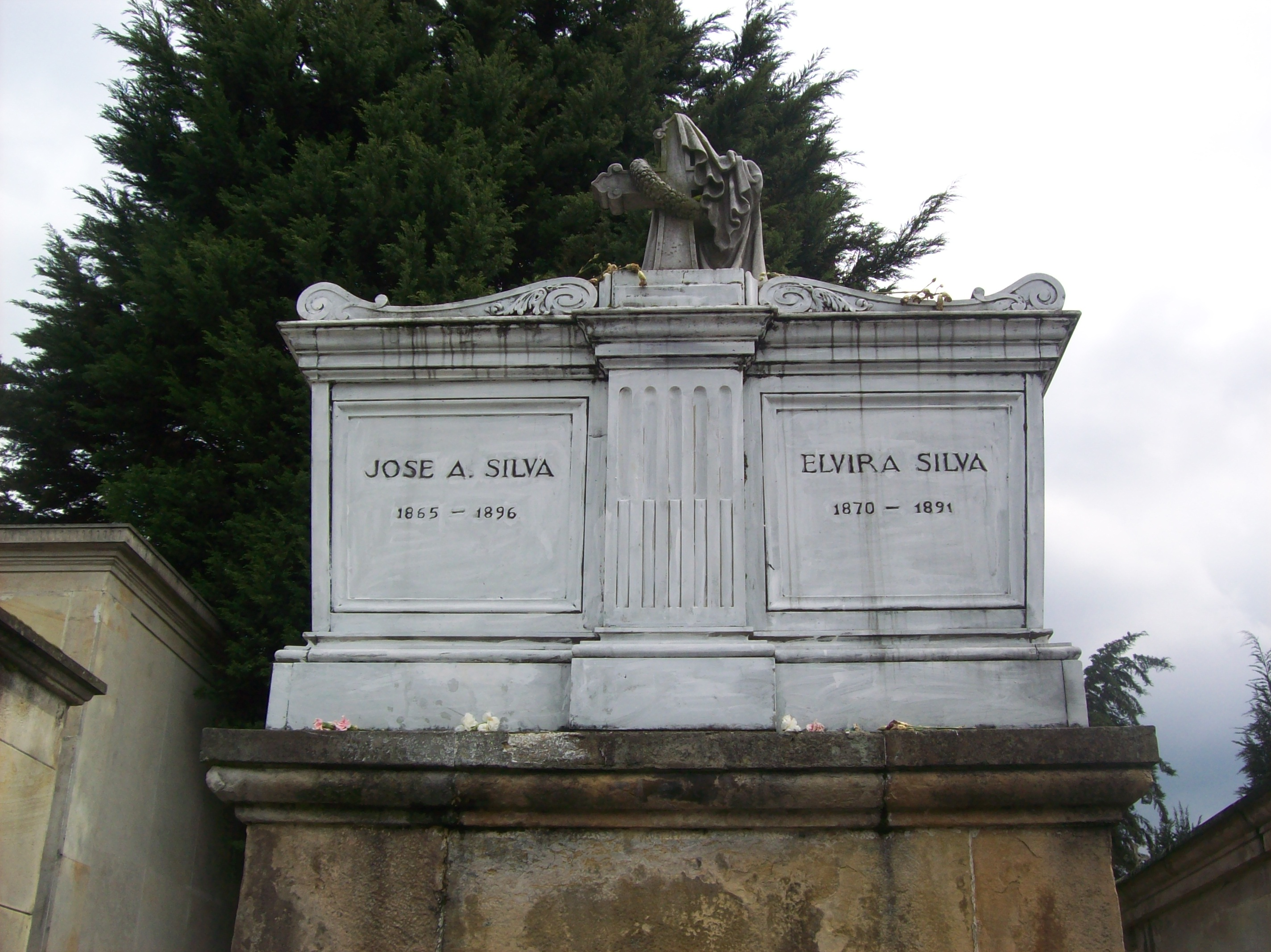
Tumba de José Asunción Silva en el Cementerio Central de Bogotá.

Ante un panorama oscuro y sin aparente salida, Silva toma la decisión de suicidarse a sus 30 años, dándose un tiro en el corazón.  Se cuenta que se encontró el libro El triunfo de la muerte, de Gabriele D'Annunzio, en la cabecera de su lecho, entre muchos otros libros. El medio social bogotano de la época, bastante ignorante y alejado de la poesía, intentó imaginar e inventar las razones.
Muchos vecinos, parientes, supuestos amigos y conocidos de la familia especularon, posaron de conocedores, y dijeron cualquier cosa al respecto. La murmuración se apoderó de la ciudad, y se generó la primera ola de los llamados críticos que construyeron una leyenda negra a su alrededor.
Su amigo, el escritor venezolano Pedro Emilio Coll, imagina poéticamente el hecho así:

En Bogotá, la ciudad de los conventos melancólicos, de los severos templos de piedras, José Asunción Silva, el dandy misántropo, después de haber reído en una fiesta mundana, se ha suicidado en su cuarto lleno de libros, de pomos de esencias y de orquídeas exóticas. Sangriento entre la albura de las sábanas, rígido sobre la almohada consoladora, así lo encontró la aurora del siguiente día. En la mesa, un libro abierto, que decía del morir. Caracas lo vio en sus salones elegantes. Yo lo admiré, en nuestra íntima amistad. «Amigo mío - me decía con humor y sonrisa en los labios-, eso no es para usted», y me señalaba una flamante hilera de zapatos que hubiera bastado para veinte pies descalzos. «No crea usted que lo que le ofrezco vale más que eso, pero yo le ofrezco mis ideas y mis sentimientos. No puedo vivir sin amigos, y los zapatos me atraen la simpatía de muchas personas excelentes. El brillo de las botas, créalo, es a veces más importante que el de las ideas».

Fernando Vallejo escribió una biografía ensayística titulada "Almas en pena, chapolas negras", fruto de una investigación sobre la vida del poeta, según lo afirmó el escritor antioqueño, de más de diez años. Otra biografía histórica de gran relevancia sobre el poeta es la titulada El corazón del poeta, de Enrique Santos Molano, publicada en 1992.

## Familia

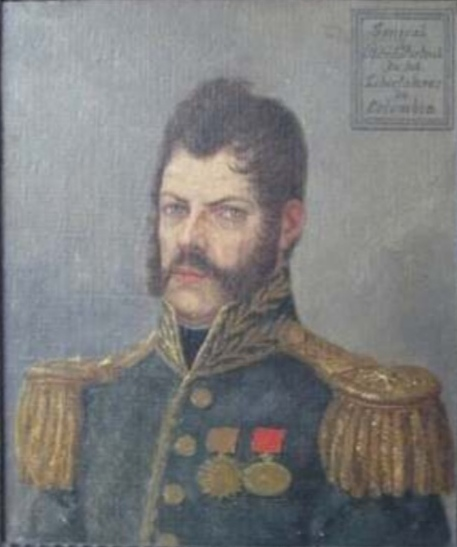
Su tío bisabuelo, el general Pedro Fortoul.

José Asunción Silva Gómez era miembro de varios círculos aristocráticos de la capital colombiana. Sus padres eran Bartolomé Ricardo Silva Frade y María Josefa Feliciana Amelia Gómez Diago, siendo sus hermanos Elvira Inés, Julia, Andrés Guillermo, Alfonso e Inés Soledad Silva Gómez.

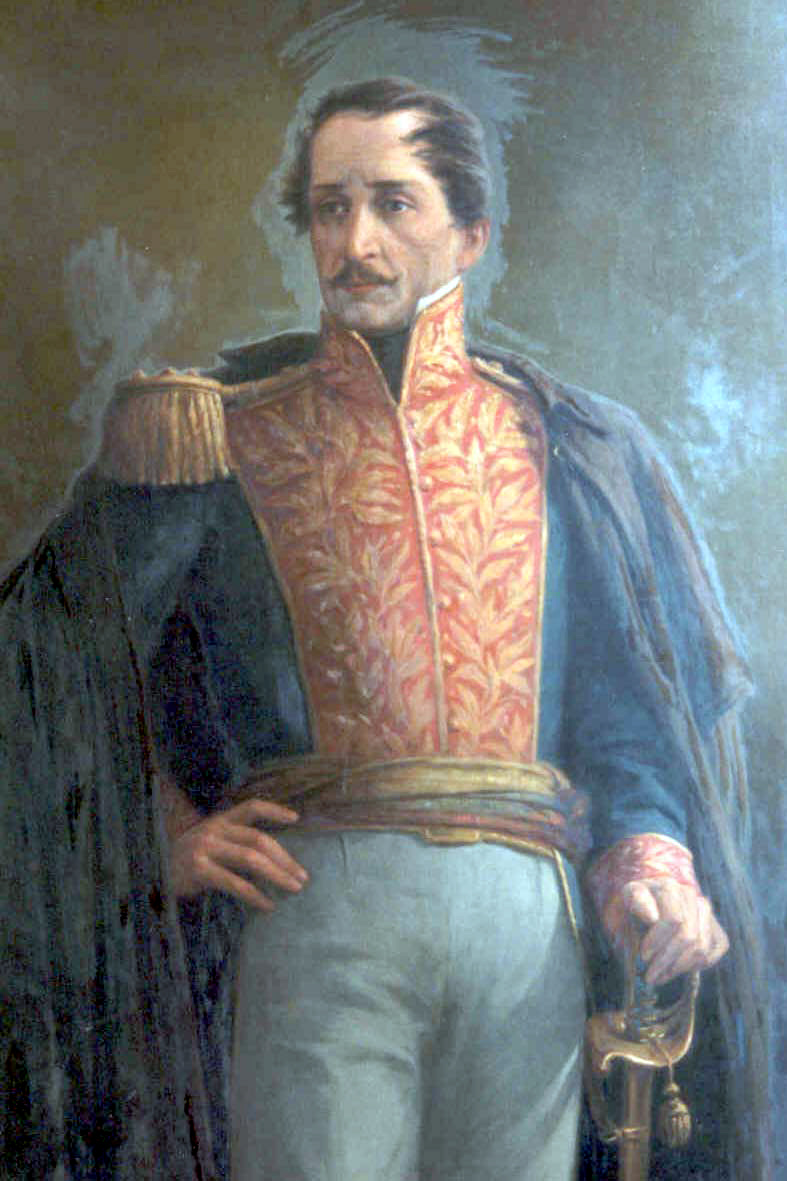
El expresidente Santander, primo de su tío bisabuelo Pedro Fortoul.

Su padre era nieto de María Cleofe Fortoul, y sobrino nieto del militar colombiano Pedro Fortoul Sánchez, héroe de la independencia de Colombia, quien a su vez era primo del expresidente colombiano Francisco de Paula Santander y del diplomático colombiano Manuel Suárez Fortoul. Por otra parte, su bisabuela Cleofe era suegra de Sixta Santander Pontón, una de las hijas del expresidente Santander y de Sixta Pontón Piedrahíta. La otra hija de Santander, Clementina Francisca, fue madre del diplomático estadounidense Manuel de Freyre y Santander.

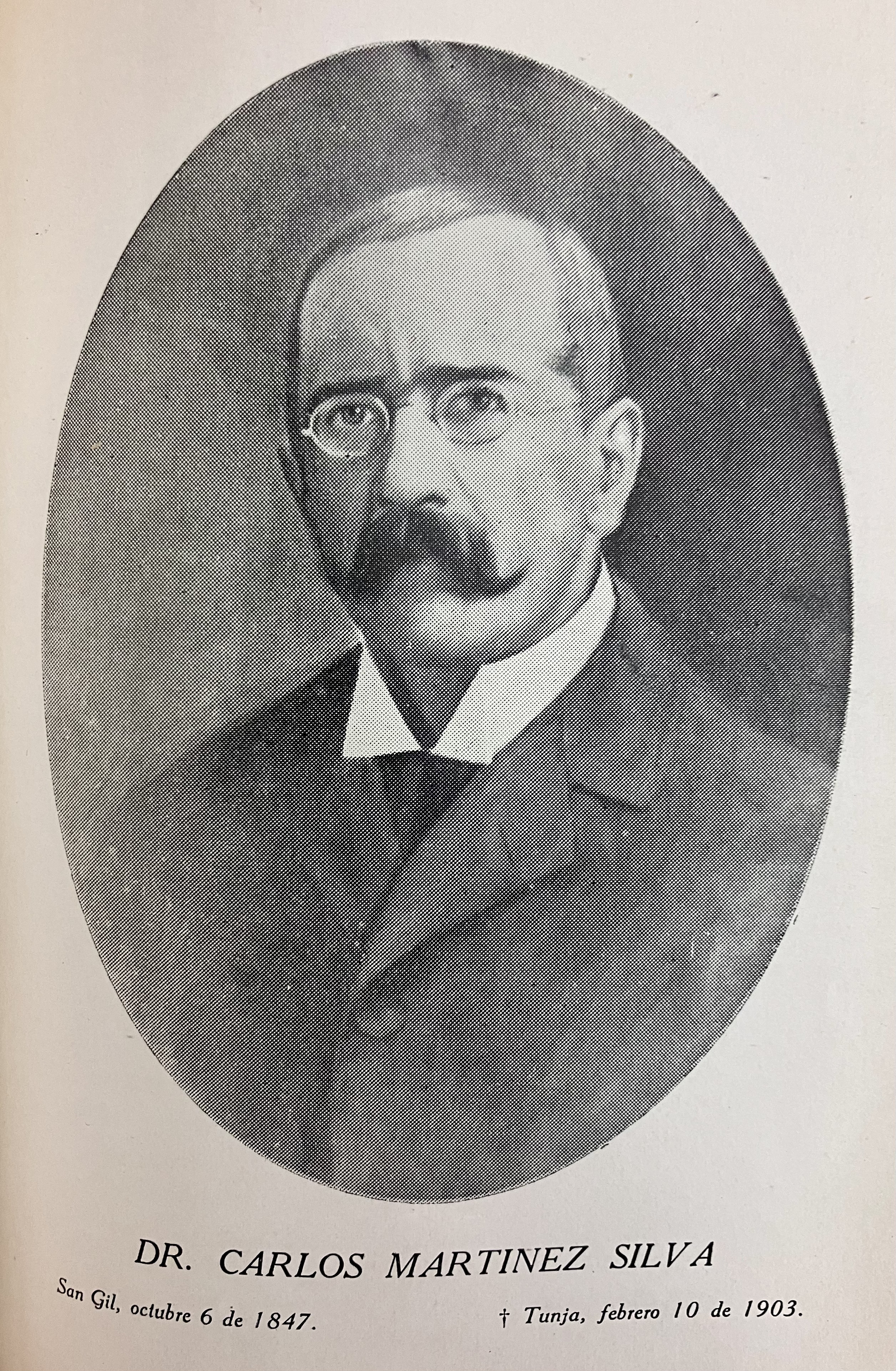
Su primo segundo, Carlos Martínez Silva.

Pedro Fortoul también era tío bisabuelo del político venezolano José Gil Fortoul, quien ocupó brevemente la presidencia de su país. Otra de sus primas era madre del político y escritor colombiano Manuel María Ramírez Fortul.
Por otro lado, su madre era hija del abogado y excongresista Vicente Antonio Gómez Restrepo, quien a su vez era sobrino nieto quinto del banquero Pedro Agustín de Valencia, de quien son también descendientes el escritor Guillermo Valencia (amigo de Silva) y su hijo, el expresidente Guillermo León Valencia.
Su hermana Julia era la madre del diplomático y escritor Camilo de Brigard Silva (descendiente de Antonio Ricaurte), quien fue su biógrafo y compilador de su obra. Una de sus primas, Concepción Silva, se casó con el abogado Rito Antonio Martínez, siendo madre del educador Carlos Martínez Silva, su primo segundo. Rito Martínez era, a su vez, abuelo de los artistas Luis y Santiago Martínez Delgado, quien era bisnieto del expresidente Manuel María Mallarino, ya que la madre de ambos, Mercedes Delgado Mallarino, era nieta de Mallarino.
José Asunción Silva nunca se casó, muriendo sin descendencia.

## Legado
La obra de José Asunción Silva es breve, en parte por el naufragio del barco América, en el que se perdieron gran parte de sus manuscritos. Comprende alrededor de 150 poemas, una novela titulada De sobremesa y una serie, también breve, de prosas, cartas y notas críticas. Los poemas están distribuidos en cuatro conjuntos. El principal de ellos, por su calidad y coherencia, es El libro de versos, el único que Silva organizó y dejó listo para publicar. Su obra fue compilada por el escritor Camilo de Brigard Silva.
Bajo esas características y con ese título se dio a conocer por primera vez en 1923. En 1930, se inauguró un monumento en su nombre en el parque Santander. En 1945 se hizo una edición facsímil, reproducción de los originales. Este volumen comprende su producción de 1891 a 1896. Su primera obra, escrita entre los 14 y 18 años de edad, estuvo inédita hasta 1977, fecha en que se halló en la Biblioteca Nacional de Colombia un libro manuscrito, conocido parcialmente, el cual se publicó bajo el título de Intimidades, con un estudio del profesor Héctor Orjuela, experto en el trabajo silviano.
Los últimos dos conjuntos de su poesía se han reproducido como capítulos de la obra completa. Uno corresponde a un grupo de poemas que se suele publicar con el título de Poesías varias y el otro a una serie de versos satíricos, conocido como Gotas amargas. La primera es la organización dada a la obra poética de Silva por los críticos, y así se han podido establecer fechas, autenticidades y características. Sin embargo, el primer libro de Silva se publicó en Barcelona en 1908, por la editorial Maucci, con un calificado prólogo de Miguel de Unamuno. Esta edición lleva varios poemas, algunas prosas y un fragmento de la novela De sobremesa.
Conocedores de la obra silviana como Eugenio Florit y José Olivio Jiménez han visto a Silva como el más heterodoxo de los modernistas de la primera generación. Otros, como la profesora María Dolores Jaramillo, de la Universidad Nacional de Colombia, considera que fue un poeta moderno más que un modernista. Un poeta que busca los cánones modernos en sus lecturas y viajes a Europa, y que prueba distancia frente al modernismo de Rubén Darío con sus pullas enlazadas en los versos de Gotas amargas. 
Probó una sed insaciable de conocimientos y lecturas. En una Bogotá encerrada en sí misma, regocijada en el romanticismo del siglo XIX y en el costumbrismo, y en gran parte sumergida de la cultura literaria y estética modernista que bullía en el momento, Silva pudo leer autores europeos de las vanguardias y asimilar otros cánones, experimentar y crear nuevas formas literarias y convertirse así en uno de los paradigmas de la nueva sensibilidad de su tiempo.

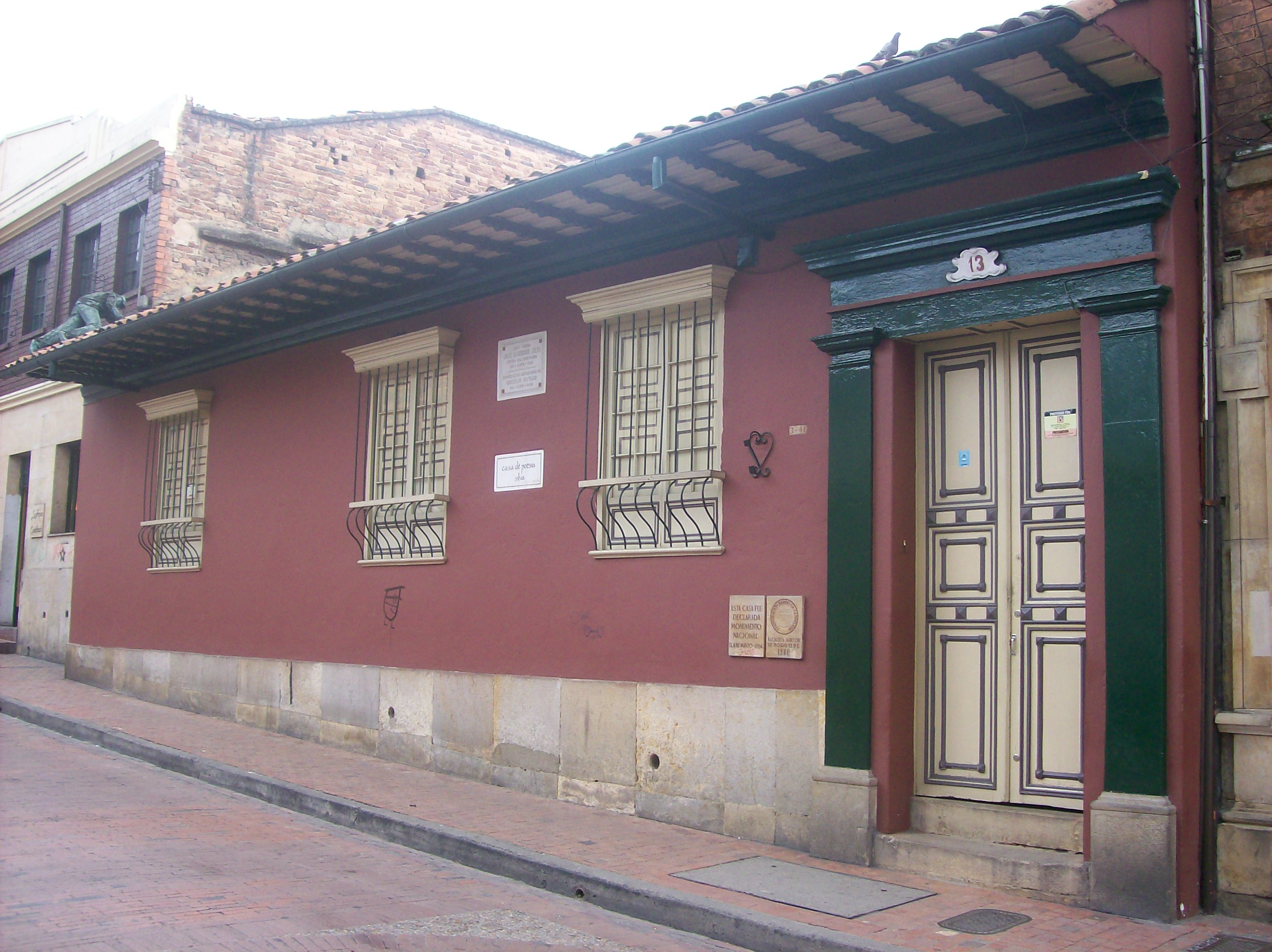
Fachada de la Casa de Poesía Silva en el barrio La Candelaria de Bogotá.

Rafael Maya hizo un estudio sobre Silva en los años cuarenta del siglo XX, que hoy se considera superado. Entonces determinó que la prosa modernista -que se vislumbraría ya en Juan Montalvo- adquirió vigor y maestría con Martí y Gutiérrez Nájera, y alcanzó su momento de esplendor con Silva y Rubén Darío. Será Rafael Maya quien lo sitúa y clasifica junto a los modernistas, quien lo aproxima a Rubén Darío, sin reconocer entonces las múltiples afinidades estéticas con algunos escritores finiseculares europeos, que comenzaron a escribir una prosa y una poesía nuevas.
Uno de los aportes notables de Silva a la poesía es la experimentación y la readaptación de metros tradicionales, variando ritmos y acentos y jugando con nuevas estrofas y medidas, con el propósito de distanciarse de la rigidez del verso tradicional. Así introduce variadas modulaciones, sugerencias, músicas, sensaciones y emociones.
Silva habla de la muerte, los sueños, la infancia perdida, el amor no satisfecho y las sombras del más allá, al igual que los poetas más modernos del simbolismo y el decadentismo francés. J. K. Huysmans, Baudelaire, Mallarmé, Rimbaud, Prudhomme, Verlaine, Leconte de L'Isle, Daudet, Swinburne, Renan, Loti, Rossetti, entre otros, fueron sus más importantes influencias. Muchos de estos autores vanguardistas de la literatura europea finisecular, que buscó y conoció en Francia, aparecen nombrados o aludidos en las lecturas de José Fernández, el personaje y alter ego de la novela De sobremesa. 
El pintor Juan Cárdenas, invitado por el Banco de la República de Colombia, realizó un diseño completo del billete de cinco mil pesos en homenaje al poeta, con su imagen en el anverso, y en el reverso la de una mujer evocada con un fragmento del poema de Silva Nocturno III.Este poema tiene la influencia del simbolismo, por eso los bogotanos de la época no entendieron en un inicio el poema y atribuyeron que estaba dedicado a la hermana del poeta, Elvira Silva. 
José Asunción Silva tomó una parte de su experiencia propia, las caminatas que realizaba con su hermana en una finca que tenían al norte de Bogotá llamada Chantilly, y su inspiración siguió los cánones modernos dictados por la poesía de Stéphane Mallarmé, padre del simbolismo, que conoció y disfrutó en su viaje por Europa. En 2016, al iniciar el reemplazo de los billetes colombianos utilizados hasta entonces, la imagen del poeta bogotano permaneció con un nuevo diseño, y el poema al reverso actualmente es Melancolía.
El legado de Silva es su obra literaria y la introducción de los cánones modernos a la literatura colombiana. Hoy día se recuerda constantemente en la Casa de Poesía Silva, fundada en el 90 aniversario de la muerte del poeta, el 24 de mayo de 1986, por el presidente Belisario Betancur. Esta fue la primera casa de poesía que se abrió en Bogotá en el ámbito de la lengua española.

## Obras
- Silva, José Asunción. Nocturno III (poema), 1891.[11]
- Silva, José Asunción. Nocturno y diurno, 1892.
- Silva, José Asunción. De la noche a la mañana - Crónicas de Bogotá (1899).
- Silva, José Asunción. Mi padre y yo - Letargos hacia la ciudad, Madrid:  Ediciones de Centenario. Allca XX, Casa de Poesía Silva, 1996.
- Silva, José Asunción. Obra completa, Madrid: Ediciones de Centenario. Allca XX, Casa de Poesía Silva, 1996.
- Silva, José Asunción. Obra poética. Testimonio de Álvaro Mutis, introducción de María Mercedes Carranza, cronología por Héctor H. Orjuela, edición de Jesús Munárriz. Madrid: Ediciones Hiperión, 1996. Nueva edición, corregida y aumentada, con un estudio previo de Selena Millares, ibid., 2002.
- Silva, José Asunción. De sobremesa. Novela. Prólogo de Gabriel García Márquez. Madrid: Ediciones Hiperión, 1996. 2.ª edición: 2003.[12][13]
- Silva, José Asunción. Cuarenta y cinco cartas: 1881-1896. Recopiladas y anotadas por Enrique Santos Molano. Bogotá: Arango editores y Revista literaria Gradiva, 1995.
- Silva, José Asunción. Páginas nuevas. Textos atribuidos a José Asunción Silva. Bogotá: Planeta colombiana editorial, 1998. Prólogo y compilación de Enrique Santos Molano.
- Silva, José Asunción. Cuentos negros. Bogotá: Editorial Seix Barral S.A., 1996. Compilados y anotados por Enrique Santos Molano.